# Story of Jen
Pour plus de détails, voir Fiche technique et Distribution.
Story of Jen, ou L'Histoire de Jen au Québec, est un film franco-canadien réalisé par François Rotger en 2008.

## Synopsis
Au milieu de nulle part, en Amérique du Nord, vit Sarah et sa fille, Jen, 14 ans et suicidaire. Son père s'est suicidé en ne laissant qu'une insulte pour explication de son geste. Un jour, revient le demi-frère du père, Ian, qui va éloigner la fille de sa mère. Après une nuit passée entre Ian et Jen, celui-ci s'échappe dans la forêt. Une chasse à l'homme commence…

## Fiche technique
- Titre : Story of Jen
- Titre québécois : L'Histoire de Jen
- Réalisation : François Rotger
- Scénario : François Rotger
- Direction artistique : Valérie Massadian[1]
- Musique : François Rotger[2]
- Décors : Valérie Massadian[2]
- Costumes : Valérie Massadian[3]
- Photographie : Georges Lechaptois
- Son : Dana Farzanehpour, Nicolas Leroy et Philippe Heissler
- Montage : Yannick Kergoat
- Production : Tom Dercourt
  - Coproduction : Nicolas Comeau[2]
- Société de production : Cinéma Defacto et Galafilm Productions pour le  Canada, Les Films à un dollar et Roissy Films pour la  France
- SOFICA : Cofinova 4
- Distribution :  France : Ad Vitam
- Budget : 2,9 millions d'euros[4]
- Pays :  France,  Canada
- Format : couleur (CinemaScope[4]) - Son : Dolby SRD[4] - 2.35:1[4] - Format 35 mm
- Genre : drame
- Durée : 107 minutes
- Dates de sortie :
  -  Suisse : 14 août 2008 (Festival du film de Locarno)
  -  États-Unis : 9 juin 2009 (Festival international du film de Seattle)
  -  France : 10 juin 2009
  -  Belgique :

## Distribution
- Marina Hands : Sarah
- Laurence Leboeuf : Jen
- Tony Ward : Ian, le demi-frère du père de Jen
- Daniel Pilon
- Rockne Corrigan : Jerry Pace
- Tedd Dillon : Bartender
- Adrienne Mei Irving : Shirelle

## Autour du film
- Ce film s'inspire de l'histoire vraie d'une amie du réalisateur[1].